# Liga Nacional de Fútbol Profesional de Honduras
Liga Nacional de Fútbol Profesional de Honduras (ze względów sponsorskich Liga Hondubet) – najwyższa klasa rozgrywkowa piłki nożnej mężczyzn w Hondurasie. Występuje w niej dziesięć profesjonalnych klubów, z których najlepszy zostaje mistrzem Hondurasu.
Rozgrywki są toczone systemem ligowo-pucharowym. Po zakończeniu regularnego sezonu sześć najlepszych zespołów kwalifikuje się do fazy play-off – dwa najlepsze do półfinałów, a cztery kolejne do barażów o półfinały. Zwycięzca fazy play-off zdobywa tytuł mistrzowski. W ciągu roku rozgrywane są dwa niezależne półroczne sezony – jesienią Apertura, natomiast wiosną Clausura. Co roku najgorsza drużyna z sumarycznej tabeli regularnych sezonów Apertury i Clausury spada do drugiej ligi. Cztery najlepsze honduraskie zespoły co roku kwalifikują się do rozgrywek Pucharu Ameryki Centralnej CONCACAF, które stanowią eliminacje do Pucharu Mistrzów CONCACAF.

## Aktualny skład
|  |  | Klub          | Miasto         | Założenie | Stadion                  | Pojemność     |
|  |  | ------------- | -------------- | --------- | ------------------------ | ------------- |
|  |  | Génesis       | Comayagua      | 2018      | Carlos Miranda           | 10 000 miejsc |
|  |  | Juticalpa     | Juticalpa      | 2004      | Juan Ramón Brevé Vargas  | 22 000 miejsc |
|  |  | Lobos UPNFM   | Tegucigalpa    | 2010      | Emilio Williams Agasse   | 8 000 miejsc  |
|  |  | Marathón      | San Pedro Sula | 1925      | Yankel Rosenthal         | 15 000 miejsc |
|  |  | Motagua       | Tegucigalpa    | 1928      | Nacional Chelato Uclés   | 35 000 miejsc |
|  |  | Olancho       | Juticalpa      | 2016      | Juan Ramón Brevé Vargas  | 22 000 miejsc |
|  |  | Olimpia       | Tegucigalpa    | 1912      | Nacional Chelato Uclés   | 35 000 miejsc |
|  |  | Real España   | San Pedro Sula | 1929      | Francisco Morazán        | 26 781 miejsc |
|  |  | Real Sociedad | Tocoa          | 1988      | Francisco Martínez Durón | 10 000 miejsc |
|  |  | Victoria      | La Ceiba       | 1935      | Ceibeño                  | 15 000 miejsc |

## Triumfatorzy
| 1965/1966     | Platense (1)                              | brak                                      | Olimpia                                   | Enrique Grey            | La Salle         | 14 | Carlos Padilla             | Platense          |  |
| 1966/1967     | Olimpia (1)                               | brak                                      | Marathón                                  | Mauro Caballero         | Marathón         | 12 | Mario Griffin              | Olimpia           |  |
| 1967/1968     | Olimpia (2)                               | brak                                      | Marathón                                  | Arturo Garden           | Vida             | 13 | Mario Griffin (2)          | Olimpia           |  |
| 1968/1969     | Motagua (1)                               | brak                                      | Olimpia                                   | Roberto Abrussezze      | Motagua          | 16 | Rodolfo Ramírez Godoy      | Motagua           |  |
| 1969/1970     | Olimpia (3)                               | brak                                      | Motagua                                   | Flavio Ortega           | Marathón         | 18 | Carlos Suazo               | Olimpia           |  |
| 1970/1971     | Motagua (2)                               | brak                                      | Olimpia                                   | Carlos Alvarado         | Vida             | 16 | Carlos Padilla (2)         | Motagua           |  |
| 1971/1972     | Olimpia (4)                               | brak                                      | Vida                                      | Carlos Alvarado (2)     | Vida             | 14 | Carlos Viera               | Olimpia           |  |
| 1973          | Motagua (3)                               | brak                                      | Marathón                                  | Mario Blandón           | Motagua          | 13 | Carlos Padilla (3)         | Motagua           |  |
| 1973          | Motagua (3)                               | brak                                      | Marathón                                  | Allard Plummer          | Marathón         | 13 | Carlos Padilla (3)         | Motagua           |  |
| 1974          | Real España (1)                           | 1–0                                       | Motagua                                   | Rubén Rodríguez Peña    | Platense         | 15 | José de la Paz Herrera     | Real España       |  |
| 1975          | Real España (2)                           | 1–1                                       | Olimpia                                   | Marco Tulio López       | Olimpia          | 11 | Carlos Padilla (4)         | Real España       |  |
| 1975          | Real España (2)                           | 2–0                                       | Olimpia                                   | Marco Tulio López       | Olimpia          | 11 | Carlos Padilla (4)         | Real España       |  |
| 1976          | Real España (3)                           | 0–0                                       | Motagua                                   | Óscar Hernández         | Marathón         | 10 | Carlos Padilla (5)         | Real España       |  |
| 1976          | Real España (3)                           | 4–1                                       | Motagua                                   | Óscar Hernández         | Marathón         | 10 | Carlos Padilla (5)         | Real España       |  |
| 1977          | Olimpia (5)                               | 0–0                                       | Real España                               | Mario Yubini            | Motagua          | 10 | Carlos Cruz Carranza       | Olimpia           |  |
| 1977          | Olimpia (5)                               | 2–0                                       | Real España                               | Mario Yubini            | Motagua          | 10 | Carlos Cruz Carranza       | Olimpia           |  |
| 1978          | Motagua (4)                               | 1–0                                       | Real España                               | Salvador Bernárdez      | Motagua          | 15 | Néstor Matamala            | Motagua           |  |
| 1978          | Motagua (4)                               | 4–1                                       | Real España                               | Salvador Bernárdez      | Motagua          | 15 | Néstor Matamala            | Motagua           |  |
| 1979          | Marathón (1)                              | 1–0                                       | Pumas UNAH                                | Prudencio Norales       | Olimpia          | 15 | Ángel Ramón Rodríguez      | Marathón          |  |
| 1979          | Marathón (1)                              | 1–0                                       | Pumas UNAH                                | Prudencio Norales       | Olimpia          | 15 | Ángel Ramón Rodríguez      | Marathón          |  |
| 1980          | Real España (4)                           | 2–0                                       | Marathón                                  | Osvaldo Altamirano      | Pumas UNAH       | 13 | Néstor Matamala (2)        | Real España       |  |
| 1980          | Real España (4)                           | 0–1                                       | Marathón                                  | Osvaldo Altamirano      | Pumas UNAH       | 13 | Néstor Matamala (2)        | Real España       |  |
| 1980          | Real España (4)                           | 2–1                                       | Marathón                                  | Osvaldo Altamirano      | Pumas UNAH       | 13 | Néstor Matamala (2)        | Real España       |  |
| 1981          | Vida (1)                                  | 3–1                                       | Atlético Morazán                          | Osvaldo Altamirano (2)  | Pumas UNAH       | 15 | Roberto González Ortega    | Vida              |  |
| 1981          | Vida (1)                                  | 1–0                                       | Atlético Morazán                          | Osvaldo Altamirano (2)  | Pumas UNAH       | 15 | Roberto González Ortega    | Vida              |  |
| 1982          | Olimpia (6)                               | brak                                      | Motagua                                   | Osvaldo Altamirano (3)  | Pumas UNAH       | 13 | José Mattera               | Olimpia           |  |
| 1983          | Vida (2)                                  | brak                                      | Pumas UNAH                                | Raúl Centeno Gamboa     | Platense         | 17 | Gonzalo Zelaya             | Vida              |  |
| 1984          | Olimpia (7)                               | brak                                      | Vida                                      | Osvaldo Altamirano (4)  | Pumas UNAH       | 13 | Enrique Grey               | Olimpia           |  |
| 1985          | Marathón (2)                              | brak                                      | Vida                                      | Juan Flores             | Olimpia          | 9  | Gonzalo Zelaya (2)         | Marathón          |  |
| 1986          | Olimpia (8)                               | brak                                      | Real España                               | Cipriano Dueñas         | Vida             | 12 | Néstor Matamala (3)        | Olimpia           |  |
| 1987          | Olimpia (9)                               | 0–0                                       | Marathón                                  | Leonel Machado          | Marathón         | 19 | Carlos Padilla (6)         | Olimpia           |  |
| 1987          | Olimpia (9)                               | 1–0                                       | Marathón                                  | Leonel Machado          | Marathón         | 19 | Carlos Padilla (6)         | Olimpia           |  |
| 1988          | Real España (5)                           | 0–2                                       | Olimpia                                   | Rubén Alonso            | Real España      | 8  | Flavio Ortega              | Real España       |  |
| 1988          | Real España (5)                           | 0–2                                       | Olimpia                                   | Raúl Centeno Gamboa (2) | Platense         | 8  | Flavio Ortega              | Real España       |  |
| 1988          | Real España (5)                           | 1–0 (pd)                                  | Olimpia                                   | Carlos Lobo             | Curacao          | 8  | Flavio Ortega              | Real España       |  |
| 1988          | Real España (5)                           | 1–0 (pd)                                  | Olimpia                                   | Miguel Mathews          | Motagua          | 8  | Flavio Ortega              | Real España       |  |
| 1989          | Olimpia (10)                              | 0–1                                       | Real España                               | Álex Ávila              | Real España      | 13 | Estanislao Malinowski      | Olimpia           |  |
| 1989          | Olimpia (10)                              | 1–0                                       | Real España                               | Álex Ávila              | Real España      | 13 | Estanislao Malinowski      | Olimpia           |  |
| 1990          | Real España (6)                           | 0–0                                       | Motagua                                   | Luis Vallejo            | Real España      | 12 | Flavio Ortega (2)          | Real España       |  |
| 1990          | Real España (6)                           | 2–1                                       | Motagua                                   | Luis Vallejo            | Real España      | 12 | Flavio Ortega (2)          | Real España       |  |
| 1991/1992     | Motagua (5)                               | 0–0                                       | Real España                               | Eduardo Bennett         | Olimpia          | 12 | Ángel Ramón Rodríguez (2)  | Motagua           |  |
| 1991/1992     | Motagua (5)                               | 1–0                                       | Real España                               | Eduardo Bennett         | Olimpia          | 12 | Ángel Ramón Rodríguez (2)  | Motagua           |  |
| 1992/1993     | Olimpia (11)                              | brak                                      | w/o                                       | Jorge Arriola           | Real Maya        | 19 | José de la Paz Herrera (2) | Olimpia           |  |
| 1993/1994     | Real España (7)                           | brak                                      | Motagua                                   | Alex Pineda Chacón      | Olimpia          | 12 | Ernesto Luzardo            | Real España       |  |
| 1994/1995     | Victoria (1)                              | 0–0                                       | Olimpia                                   | Álex Avila (2)          | Motagua          | 14 | Julio González             | Victoria          |  |
| 1994/1995     | Victoria (1)                              | 1–1                                       | Olimpia                                   | Álex Avila (2)          | Motagua          | 14 | Julio González             | Victoria          |  |
| 1995/1996     | Olimpia (12)                              | 3–0                                       | Real España                               | Geovanny Castro         | Motagua          | 14 | Flavio Ortega (3)          | Olimpia           |  |
| 1995/1996     | Olimpia (12)                              | 0–0                                       | Real España                               | Geovanny Castro         | Motagua          | 14 | Flavio Ortega (3)          | Olimpia           |  |
| 1996/1997     | Olimpia (13)                              | 1–1                                       | Platense                                  | Denilson Costa          | Motagua          | 13 | José de la Paz Herrera (3) | Olimpia           |  |
| 1996/1997     | Olimpia (13)                              | 3–0                                       | Platense                                  | Denilson Costa          | Motagua          | 13 | José de la Paz Herrera (3) | Olimpia           |  |
| Apertura 1997 | Motagua (6)                               | 3–0                                       | Real España                               | Wilmer Velásquez        | Olimpia          | 19 | Ramón Maradiaga            | Motagua           |  |
| Apertura 1997 | Motagua (6)                               | 3–0                                       | Real España                               | Wilmer Velásquez        | Olimpia          | 19 | Ramón Maradiaga            | Motagua           |  |
| Clausura 1998 | Motagua (7)                               | 0–0                                       | Olimpia                                   | Wilmer Velásquez (2)    | Olimpia          | 15 | Ramón Maradiaga (2)        | Motagua           |  |
| Clausura 1998 | Motagua (7)                               | 1–0                                       | Olimpia                                   | Wilmer Velásquez (2)    | Olimpia          | 15 | Ramón Maradiaga (2)        | Motagua           |  |
| 1999          | Olimpia (14)                              | 0–0                                       | Real España                               | Márcio de Lima          | Platense         | 11 | Julio González (2)         | Olimpia           |  |
| 1999          | Olimpia (14)                              | 1–0                                       | Real España                               | Márcio de Lima          | Platense         | 11 | Julio González (2)         | Olimpia           |  |
| Apertura 1999 | Motagua (8)                               | 0–0                                       | Olimpia                                   | Wilmer Velásquez (3)    | Olimpia          | 12 | José Treviño               | Motagua           |  |
| Apertura 1999 | Motagua (8)                               | 0–0 (6–5 k)                               | Olimpia                                   | Wilmer Velásquez (3)    | Olimpia          | 12 | José Treviño               | Motagua           |  |
| Clausura 2000 | Motagua (9)                               | 1–1                                       | Olimpia                                   | Juan Cárcamo            | Platense         | 12 | Luis Reyes                 | Motagua           |  |
| Clausura 2000 | Motagua (9)                               | 1–1 (3–2 k)                               | Olimpia                                   | Juan Cárcamo            | Platense         | 12 | Luis Reyes                 | Motagua           |  |
| Apertura 2000 | Olimpia (15)                              | 1–0                                       | Platense                                  | Marcelo Verón           | Platense         | 13 | Edwin Pavón                | Olimpia           |  |
| Apertura 2000 | Olimpia (15)                              | 1–1                                       | Platense                                  | Marcelo Verón           | Platense         | 13 | Edwin Pavón                | Olimpia           |  |
| Clausura 2001 | Platense (2)                              | 1–0                                       | Olimpia                                   | Pompilio Cacho          | Marathón         | 13 | Alberto Romero             | Platense          |  |
| Clausura 2001 | Platense (2)                              | 1–1                                       | Olimpia                                   | Pompilio Cacho          | Marathón         | 13 | Alberto Romero             | Platense          |  |
| Apertura 2001 | Motagua (10)                              | 0–1                                       | Marathón                                  | Enrique Reneau          | Marathón         | 8  | Gilberto Yearwood          | Motagua           |  |
| Apertura 2001 | Motagua (10)                              | 3–2                                       | Marathón                                  | Enrique Reneau          | Marathón         | 8  | Gilberto Yearwood          | Motagua           |  |
| Clausura 2002 | Marathón (3)                              | 4–1                                       | Olimpia                                   | Marcelo Ferreira        | Platense         | 13 | José de la Paz Herrera (4) | Marathón          |  |
| Clausura 2002 | Marathón (3)                              | 0–1                                       | Olimpia                                   | Marcelo Ferreira        | Platense         | 13 | José de la Paz Herrera (4) | Marathón          |  |
| Apertura 2002 | Olimpia (16)                              | 1–1                                       | Platense                                  | Marcelo Ferreira (2)    | Platense         | 15 | Juan Carlos Espinoza       | Olimpia           |  |
| Apertura 2002 | Olimpia (16)                              | 2–1                                       | Platense                                  | Marcelo Ferreira (2)    | Platense         | 15 | Juan Carlos Espinoza       | Olimpia           |  |
| Clausura 2003 | Marathón (4)                              | 1–0                                       | Motagua                                   | Pompilio Cacho (2)      | Marathón         | 10 | Flavio Ortega (4)          | Marathón          |  |
| Clausura 2003 | Marathón (4)                              | 3–1                                       | Motagua                                   | Denilson Costa (2)      | Marathón         | 10 | Flavio Ortega (4)          | Marathón          |  |
| Clausura 2003 | Marathón (4)                              | 3–1                                       | Motagua                                   | Luciano Emílio          | Real España      | 10 | Flavio Ortega (4)          | Marathón          |  |
| Apertura 2003 | Real España (8)                           | 2–2                                       | Olimpia                                   | Danilo Tosello          | Olimpia          | 13 | Juan de Dios Castillo      | Real España       |  |
| Apertura 2003 | Real España (8)                           | 2–0                                       | Olimpia                                   | Danilo Tosello          | Olimpia          | 13 | Juan de Dios Castillo      | Real España       |  |
| Clausura 2004 | Olimpia (17)                              | 1–1                                       | Marathón                                  | Luciano Emílio (2)      | Real España      | 10 | José de la Paz Herrera (5) | Olimpia           |  |
| Clausura 2004 | Olimpia (17)                              | 1–0                                       | Marathón                                  | Luciano Emílio (2)      | Real España      | 10 | José de la Paz Herrera (5) | Olimpia           |  |
| Apertura 2004 | Marathón (5)                              | 3–2                                       | Olimpia                                   | Luciano Emílio (3)      | Olimpia          | 14 | Nicolás Suazo              | Marathón          |  |
| Apertura 2004 | Marathón (5)                              | 2–1                                       | Olimpia                                   | Luciano Emílio (3)      | Olimpia          | 14 | Nicolás Suazo              | Marathón          |  |
| Clausura 2005 | Olimpia (18)                              | 1–1                                       | Marathón                                  | Francisco Ramírez       | Platense         | 10 | Nahúm Espinoza             | Olimpia           |  |
| Clausura 2005 | Olimpia (18)                              | 2–1                                       | Marathón                                  | Francisco Ramírez       | Platense         | 10 | Nahúm Espinoza             | Olimpia           |  |
| Apertura 2005 | Olimpia (19)                              | 1–2                                       | Marathón                                  | Francisco Ramírez (2)   | Platense         | 13 | Nahúm Espinoza (2)         | Olimpia           |  |
| Apertura 2005 | Olimpia (19)                              | 2–0                                       | Marathón                                  | Francisco Ramírez (2)   | Platense         | 13 | Nahúm Espinoza (2)         | Olimpia           |  |
| Clausura 2006 | Olimpia (20)                              | 3–3                                       | Victoria                                  | Luciano Emílio (4)      | Olimpia          | 13 | Nahúm Espinoza (3)         | Olimpia           |  |
| Clausura 2006 | Olimpia (20)                              | 1–0                                       | Victoria                                  | Luciano Emílio (4)      | Olimpia          | 13 | Nahúm Espinoza (3)         | Olimpia           |  |
| Apertura 2006 | Motagua (11)                              | 1–1                                       | Olimpia                                   | Carlo Costly            | Platense         | 10 | Ramón Maradiaga (3)        | Motagua           |  |
| Apertura 2006 | Motagua (11)                              | 3–1                                       | Olimpia                                   | Carlo Costly            | Platense         | 10 | Ramón Maradiaga (3)        | Motagua           |  |
| Clausura 2007 | Real España (9)                           | 1–2                                       | Marathón                                  | Carlos Pavón            | Real España      | 15 | José Treviño (2)           | Real España       |  |
| Clausura 2007 | Real España (9)                           | 3–1                                       | Marathón                                  | Carlos Pavón            | Real España      | 15 | José Treviño (2)           | Real España       |  |
| Apertura 2007 | Marathón (6)                              | 0–0                                       | Motagua                                   | Emil Martínez           | Marathón         | 10 | Manuel Keosseian           | Marathón          |  |
| Apertura 2007 | Marathón (6)                              | 2–0                                       | Motagua                                   | Emil Martínez           | Marathón         | 10 | Manuel Keosseian           | Marathón          |  |
| Clausura 2008 | Olimpia (21)                              | 1–1                                       | Marathón                                  | Wilmer Velásquez (4)    | Olimpia          | 10 | Juan de Dios Castillo (2)  | Olimpia           |  |
| Clausura 2008 | Olimpia (21)                              | 1–0                                       | Marathón                                  | Wilmer Velásquez (4)    | Olimpia          | 10 | Juan de Dios Castillo (2)  | Olimpia           |  |
| Apertura 2008 | Marathón (7)                              | 1–0                                       | Real España                               | Everaldo Ferreira       | Real España      | 13 | Manuel Keosseian (2)       | Marathón          |  |
| Apertura 2008 | Marathón (7)                              | 1–1                                       | Real España                               | Everaldo Ferreira       | Real España      | 13 | Manuel Keosseian (2)       | Marathón          |  |
| Clausura 2009 | Olimpia (22)                              | 2–2                                       | Real España                               | Sergio Diduch           | Hispano          | 10 | Juan Carlos Espinoza (2)   | Olimpia           |  |
| Clausura 2009 | Olimpia (22)                              | 2–1                                       | Real España                               | Sergio Diduch           | Hispano          | 10 | Juan Carlos Espinoza (2)   | Olimpia           |  |
| Apertura 2009 | Marathón (8)                              | 0–1                                       | Olimpia                                   | Jerry Palacios          | Marathón         | 13 | Manuel Keosseian (3)       | Marathón          |  |
| Apertura 2009 | Marathón (8)                              | 2–0                                       | Olimpia                                   | Jerry Palacios          | Marathón         | 13 | Manuel Keosseian (3)       | Marathón          |  |
| Clausura 2010 | Olimpia (23)                              | 3–1                                       | Motagua                                   | Jerry Bengtson          | Vida             | 13 | Carlos Restrepo            | Olimpia           |  |
| Clausura 2010 | Olimpia (23)                              | 0–1                                       | Motagua                                   | Jerry Bengtson          | Vida             | 13 | Carlos Restrepo            | Olimpia           |  |
| Apertura 2010 | Real España (10)                          | 1–1                                       | Olimpia                                   | Jerry Bengtson (2)      | Vida             | 12 | Mario Zanabria             | Real España       |  |
| Apertura 2010 | Real España (10)                          | 2–1 (pd)                                  | Olimpia                                   | Jerry Bengtson (2)      | Vida             | 12 | Mario Zanabria             | Real España       |  |
| Clausura 2011 | Motagua (12)                              | 2–2                                       | Olimpia                                   | Jerry Bengtson (3)      | Motagua          | 14 | Ramón Maradiaga (4)        | Motagua           |  |
| Clausura 2011 | Motagua (12)                              | 3–1                                       | Olimpia                                   | Jerry Bengtson (3)      | Motagua          | 14 | Ramón Maradiaga (4)        | Motagua           |  |
| Apertura 2011 | Olimpia (24)                              | 1–0                                       | Real España                               | Claudio Cardozo         | Marathón         | 15 | Danilo Tosello             | Olimpia           |  |
| Apertura 2011 | Olimpia (24)                              | 2–0                                       | Real España                               | Claudio Cardozo         | Marathón         | 15 | Danilo Tosello             | Olimpia           |  |
| Clausura 2012 | Olimpia (25)                              | 0–0                                       | Marathón                                  | Óscar Torlacoff         | Atlético Choloma | 9  | Danilo Tosello (2)         | Olimpia           |  |
| Clausura 2012 | Olimpia (25)                              | 1–0                                       | Marathón                                  | Óscar Torlacoff         | Atlético Choloma | 9  | Danilo Tosello (2)         | Olimpia           |  |
| Apertura 2012 | Olimpia (26)                              | 0–0                                       | Victoria                                  | Roger Rojas             | Olimpia          | 10 | Danilo Tosello (3)         | Olimpia           |  |
| Apertura 2012 | Olimpia (26)                              | 4–0                                       | Victoria                                  | Roger Rojas             | Olimpia          | 10 | Danilo Tosello (3)         | Olimpia           |  |
| Clausura 2013 | Olimpia (27)                              | 0–1                                       | Real Sociedad                             | Rony Martínez           | Real Sociedad    | 12 | Juan Carlos Espinoza (3)   | Olimpia           |  |
| Clausura 2013 | Olimpia (27)                              | 2–0                                       | Real Sociedad                             | Rony Martínez           | Real Sociedad    | 12 | Juan Carlos Espinoza (3)   | Olimpia           |  |
| Apertura 2013 | Real España (11)                          | 3–1                                       | Real Sociedad                             | Rubilio Castillo        | Vida             | 12 | Hernán Medford             | Real España       |  |
| Apertura 2013 | Real España (11)                          | 0–2 (3–1 k)                               | Real Sociedad                             | Rubilio Castillo        | Vida             | 12 | Hernán Medford             | Real España       |  |
| Clausura 2014 | Olimpia (28)                              | 0–0                                       | Marathón                                  | Rony Martínez (2)       | Real Sociedad    | 15 | Héctor Vargas              | Olimpia           |  |
| Clausura 2014 | Olimpia (28)                              | 0–0 (4–2 k)                               | Marathón                                  | Rony Martínez (2)       | Real Sociedad    | 15 | Héctor Vargas              | Olimpia           |  |
| Apertura 2014 | Motagua (13)                              | 0–0                                       | Real Sociedad                             | Eddie Hernández         | Vida             | 14 | Diego Vásquez              | Motagua           |  |
| Apertura 2014 | Motagua (13)                              | 2–1                                       | Real Sociedad                             | Eddie Hernández         | Vida             | 14 | Diego Vásquez              | Motagua           |  |
| Clausura 2015 | Olimpia (29)                              | 2–1                                       | Motagua                                   | Anthony Lozano          | Olimpia          | 19 | Héctor Vargas (2)          | Olimpia           |  |
| Clausura 2015 | Olimpia (29)                              | 0–0                                       | Motagua                                   | Anthony Lozano          | Olimpia          | 19 | Héctor Vargas (2)          | Olimpia           |  |
| Apertura 2015 | Honduras Progreso (1)                     | 3–3                                       | Motagua                                   | Marco Tulio Vega        | Real Sociedad    | 12 | Héctor Castellón           | Honduras Progreso |  |
| Apertura 2015 | Honduras Progreso (1)                     | 1–1 (4–1 k)                               | Motagua                                   | Marco Tulio Vega        | Real Sociedad    | 12 | Héctor Castellón           | Honduras Progreso |  |
| Clausura 2016 | Olimpia (30)                              | 2–1                                       | Real Sociedad                             | Alberth Elis            | Olimpia          | 14 | Héctor Vargas (3)          | Olimpia           |  |
| Clausura 2016 | Olimpia (30)                              | 3–1                                       | Real Sociedad                             | Alberth Elis            | Olimpia          | 14 | Héctor Vargas (3)          | Olimpia           |  |
| Apertura 2016 | Motagua (14)                              | 1–0                                       | Platense                                  | Domingo Zalazar         | Real España      | 14 | Diego Vásquez (2)          | Motagua           |  |
| Apertura 2016 | Motagua (14)                              | 1–1                                       | Platense                                  | Domingo Zalazar         | Real España      | 14 | Diego Vásquez (2)          | Motagua           |  |
| Clausura 2017 | Motagua (15)                              | 4–1                                       | Honduras Progreso                         | Carlo Costly (2)        | Olimpia          | 14 | Diego Vásquez (3)          | Motagua           |  |
| Clausura 2017 | Motagua (15)                              | 3–0                                       | Honduras Progreso                         | Carlo Costly (2)        | Olimpia          | 14 | Diego Vásquez (3)          | Motagua           |  |
| Apertura 2017 | Real España (12)                          | 2–0                                       | Motagua                                   | Yustin Arboleda         | Marathón         | 13 | Martín García              | Real España       |  |
| Apertura 2017 | Real España (12)                          | 1–2 (pd)                                  | Motagua                                   | Rubilio Castillo (2)    | Motagua          | 13 | Martín García              | Real España       |  |
| Clausura 2018 | Marathón (9)                              | 1–1                                       | Motagua                                   | Yustin Arboleda (2)     | Marathón         | 11 | Héctor Vargas (4)          | Marathón          |  |
| Clausura 2018 | Marathón (9)                              | 0–0 (5–4 k)                               | Motagua                                   | Yustin Arboleda (2)     | Marathón         | 11 | Héctor Vargas (4)          | Marathón          |  |
| Apertura 2018 | Motagua (16)                              | 2–0                                       | Olimpia                                   | Jerry Bengtson (4)      | Olimpia          | 12 | Diego Vásquez (4)          | Motagua           |  |
| Apertura 2018 | Motagua (16)                              | 0–1                                       | Olimpia                                   | Jerry Bengtson (4)      | Olimpia          | 12 | Diego Vásquez (4)          | Motagua           |  |
| Clausura 2019 | Motagua (17)                              | 2–2                                       | Olimpia                                   | Jorge Benguché          | Olimpia          | 13 | Diego Vásquez (5)          | Motagua           |  |
| Clausura 2019 | Motagua (17)                              | 1–0                                       | Olimpia                                   | Roberto Moreira         | Motagua          | 13 | Diego Vásquez (5)          | Motagua           |  |
| Apertura 2019 | Olimpia (31)                              | brak                                      | Marathón                                  | Juan Ramón Mejía        | Real Minas       | 17 | Pedro Troglio              | Olimpia           |  |
| Clausura 2020 | przerwane ze względu na pandemię COVID-19 | przerwane ze względu na pandemię COVID-19 | przerwane ze względu na pandemię COVID-19 |                         |                  |    |                            |                   |  |
| Apertura 2020 | Olimpia (32)                              | 2–0                                       | Marathón                                  | Jerry Bengtson (5)      | Olimpia          | 10 | Pedro Troglio (2)          | Olimpia           |  |
| Apertura 2020 | Olimpia (32)                              | 1–0                                       | Marathón                                  | Carlos Bernárdez        | Platense         | 10 | Pedro Troglio (2)          | Olimpia           |  |
| Apertura 2020 | Olimpia (32)                              | 1–0                                       | Marathón                                  | Rubilio Castillo (3)    | Motagua          | 10 | Pedro Troglio (2)          | Olimpia           |  |
| Clausura 2021 | Olimpia (33)                              | 1–2                                       | Motagua                                   | Jerry Bengtson (6)      | Olimpia          | 14 | Pedro Troglio (3)          | Olimpia           |  |
| Clausura 2021 | Olimpia (33)                              | 1–0 (4–3 k)                               | Motagua                                   | Jerry Bengtson (6)      | Olimpia          | 14 | Pedro Troglio (3)          | Olimpia           |  |
| Apertura 2021 | Olimpia (34)                              | 2–0                                       | Real España                               | Jerry Bengtson (7)      | Olimpia          | 16 | Pedro Troglio (4)          | Olimpia           |  |
| Apertura 2021 | Olimpia (34)                              | 1–0                                       | Real España                               | Jerry Bengtson (7)      | Olimpia          | 16 | Pedro Troglio (4)          | Olimpia           |  |
| Clausura 2022 | Motagua (18)                              | 3–0                                       | Real España                               | Ramiro Rocca            | Real España      | 11 | Hernán Medina              | Motagua           |  |
| Clausura 2022 | Motagua (18)                              | 0–2                                       | Real España                               | Ramiro Rocca            | Real España      | 11 | Hernán Medina              | Motagua           |  |
| Apertura 2022 | Olimpia (35)                              | 1–0                                       | Motagua                                   | Agustín Auzmendi        | Olancho          | 12 | Pedro Troglio (5)          | Olimpia           |  |
| Apertura 2022 | Olimpia (35)                              | 2–0                                       | Motagua                                   | Clayvin Zúñiga          | Marathón         | 12 | Pedro Troglio (5)          | Olimpia           |  |
| Clausura 2023 | Olimpia (36)                              | 2–2                                       | Olancho                                   | Jerry Bengtson (8)      | Olimpia          | 14 | Pedro Troglio (6)          | Olimpia           |  |
| Clausura 2023 | Olimpia (36)                              | 3–2                                       | Olancho                                   | Jerry Bengtson (8)      | Olimpia          | 14 | Pedro Troglio (6)          | Olimpia           |  |
| Apertura 2023 | Olimpia (37)                              | 0–0                                       | Motagua                                   | Agustín Auzmendi (2)    | Motagua          | 16 | Pedro Troglio (7)          | Olimpia           |  |
| Apertura 2023 | Olimpia (37)                              | 2–1                                       | Motagua                                   | Agustín Auzmendi (2)    | Motagua          | 16 | Pedro Troglio (7)          | Olimpia           |  |
| Clausura 2024 | Olimpia (38)                              | 3–1                                       | Marathón                                  | Alexy Vega              | Marathón         | 14 | Pedro Troglio (8)          | Olimpia           |  |
| Clausura 2024 | Olimpia (38)                              | 2–2                                       | Marathón                                  | Alexy Vega              | Marathón         | 14 | Pedro Troglio (8)          | Olimpia           |  |
| Apertura 2024 | Motagua (19)                              | 1–1                                       | Olimpia                                   | Agustín Auzmendi (3)    | Motagua          | 13 | Diego Vásquez (6)          | Motagua           |  |
| Apertura 2024 | Motagua (19)                              | 1–0                                       | Olimpia                                   | Agustín Auzmendi (3)    | Motagua          | 13 | Diego Vásquez (6)          | Motagua           |  |
| Clausura 2025 | Olimpia (39)                              | 2–1                                       | Real España                               | Rodrigo Auzmendi        | Motagua          | 12 | Eduardo Espinel            | Olimpia           |  |
| Clausura 2025 | Olimpia (39)                              | 4–1                                       | Real España                               | Rodrigo Auzmendi        | Motagua          | 12 | Eduardo Espinel            | Olimpia           |  |

- pd – po dogrywce
- k – seria rzutów karnych

W kolumnie „mistrz” w nawiasie podano, który w swojej historii tytuł mistrzowski zdobył dany klub.

W kolumnie „zawodnik” w nawiasie podano, który w swojej karierze tytuł króla strzelców zdobył piłkarz.

W kolumnie „trener” w nawiasie podano, który w swojej karierze tytuł mistrza zdobył trener.

## Klasyfikacja medalowa
| #   | Klub              | Tytuły | Tytuły |                    | Tytuły (lata)      | Tytuły (lata)      | Tytuły (lata)      | Tytuły (lata)      | Tytuły (lata)      | Tytuły (lata)      | Tytuły (lata)      | Tytuły (lata)      | Tytuły (lata)      | Tytuły (lata)          | Tytuły (lata)          | Tytuły (lata)          | Tytuły (lata)          | Tytuły (lata)          | Tytuły (lata)          | Tytuły (lata)          | Tytuły (lata)          | Tytuły (lata)          | Tytuły (lata)          | Tytuły (lata) |
| #   | Klub              |        |        | Mistrzostwa (lata) | Mistrzostwa (lata) | Mistrzostwa (lata) | Mistrzostwa (lata) | Mistrzostwa (lata) | Mistrzostwa (lata) | Mistrzostwa (lata) | Mistrzostwa (lata) | Mistrzostwa (lata) | Mistrzostwa (lata) | Wicemistrzostwa (lata) | Wicemistrzostwa (lata) | Wicemistrzostwa (lata) | Wicemistrzostwa (lata) | Wicemistrzostwa (lata) | Wicemistrzostwa (lata) | Wicemistrzostwa (lata) | Wicemistrzostwa (lata) | Wicemistrzostwa (lata) | Wicemistrzostwa (lata) |               |
| --- | ----------------- | ------ | ------ | ------------------ | ------------------ | ------------------ | ------------------ | ------------------ | ------------------ | ------------------ | ------------------ | ------------------ | ------------------ | ---------------------- | ---------------------- | ---------------------- | ---------------------- | ---------------------- | ---------------------- | ---------------------- | ---------------------- | ---------------------- | ---------------------- | ------------- |
| 1.  | Olimpia           | 39     | 20     | 1967               | 1968               | 1970               | 1972               | 1977               | 1982               | 1984               | 1986               | 1987               | 1990               | 1966                   | 1969                   | 1971                   | 1975                   | 1988                   | 1995                   | C1998                  | A1999                  | C2000                  | C2001                  |               |
| 1.  | Olimpia           | 39     | 20     | 1993               | 1996               | 1997               | 1999               | A2000              | A2002              | C2004              | C2005              | A2005              | C2006              | C2002                  | A2003                  | A2004                  | A2006                  | A2009                  | A2010                  | C2011                  | A2018                  | C2019                  | A2024                  |               |
| 1.  | Olimpia           | 39     | 20     | C2008              | C2009              | C2010              | A2011              | C2012              | A2012              | C2013              | C2014              | C2015              | C2016              |                        |                        |                        |                        |                        |                        |                        |                        |                        |                        |               |
| 1.  | Olimpia           | 39     | 20     | A2019              | A2020              | C2021              | A2021              | A2022              | C2023              | A2023              | C2024              | C2025              |                    |                        |                        |                        |                        |                        |                        |                        |                        |                        |                        |               |
|     |                   |        |        |                    |                    |                    |                    |                    |                    |                    |                    |                    |                    |                        |                        |                        |                        |                        |                        |                        |                        |                        |                        |               |
| 2.  | Motagua           | 19     | 16     | 1969               | 1971               | 1974               | 1979               | 1992               | A1997              | C1998              | A1999              | C2000              | A2002              | 1970                   | 1975                   | 1977                   | 1983                   | 1990                   | 1994                   | C2003                  | A2007                  | C2010                  | C2015                  |               |
| 2.  | Motagua           | 19     | 16     | A2007              | C2011              | A2014              | A2016              | C2017              | A2018              | C2019              | C2022              | A2024              |                    | A2015                  | A2017                  | C2018                  | C2021                  | A2022                  | A2023                  |                        |                        |                        |                        |               |
|     |                   |        |        |                    |                    |                    |                    |                    |                    |                    |                    |                    |                    |                        |                        |                        |                        |                        |                        |                        |                        |                        |                        |               |
| 3.  | Real España       | 12     | 14     | 1974               | 1975               | 1976               | 1980               | 1988               | 1990               | 1994               | A2003              | C2007              | A2010              | 1977                   | 1979                   | 1986                   | 1989                   | 1992                   | 1996                   | A1997                  | 1999                   | A2008                  | C2009                  |               |
| 3.  | Real España       | 12     | 14     | A2013              | A2017              |                    |                    |                    |                    |                    |                    |                    |                    | A2011                  | A2021                  | C2022                  | C2025                  |                        |                        |                        |                        |                        |                        |               |
|     |                   |        |        |                    |                    |                    |                    |                    |                    |                    |                    |                    |                    |                        |                        |                        |                        |                        |                        |                        |                        |                        |                        |               |
| 4.  | Marathón          | 9      | 16     | 1980               | 1986               | C2002              | C2003              | A2004              | A2007              | A2008              | A2009              | C2018              |                    | 1967                   | 1968                   | 1973                   | 1980                   | 1987                   | A2001                  | C2004                  | C2005                  | A2005                  | C2007                  |               |
| 4.  | Marathón          | 9      | 16     |                    |                    |                    |                    |                    |                    |                    |                    |                    |                    | C2008                  | C2012                  | C2014                  | A2019                  | A2020                  | C2024                  |                        |                        |                        |                        |               |
|     |                   |        |        |                    |                    |                    |                    |                    |                    |                    |                    |                    |                    |                        |                        |                        |                        |                        |                        |                        |                        |                        |                        |               |
| 5.  | Platense          | 2      | 4      | 1966               | C2001              |                    |                    |                    |                    |                    |                    |                    |                    | 1997                   | A2000                  | A2002                  | A2016                  |                        |                        |                        |                        |                        |                        |               |
|     |                   |        |        |                    |                    |                    |                    |                    |                    |                    |                    |                    |                    |                        |                        |                        |                        |                        |                        |                        |                        |                        |                        |               |
| 6.  | Vida              | 2      | 3      | 1981               | 1983               |                    |                    |                    |                    |                    |                    |                    |                    | 1972                   | 1984                   | 1985                   |                        |                        |                        |                        |                        |                        |                        |               |
|     |                   |        |        |                    |                    |                    |                    |                    |                    |                    |                    |                    |                    |                        |                        |                        |                        |                        |                        |                        |                        |                        |                        |               |
| 7.  | Victoria          | 1      | 2      | 1995               |                    |                    |                    |                    |                    |                    |                    |                    |                    | C2006                  | A2012                  |                        |                        |                        |                        |                        |                        |                        |                        |               |
|     |                   |        |        |                    |                    |                    |                    |                    |                    |                    |                    |                    |                    |                        |                        |                        |                        |                        |                        |                        |                        |                        |                        |               |
| 8.  | Honduras Progreso | 1      | 1      | A2015              |                    |                    |                    |                    |                    |                    |                    |                    |                    | C2017                  |                        |                        |                        |                        |                        |                        |                        |                        |                        |               |
|     |                   |        |        |                    |                    |                    |                    |                    |                    |                    |                    |                    |                    |                        |                        |                        |                        |                        |                        |                        |                        |                        |                        |               |
| 9.  | Real Sociedad     | 0      | 4      |                    |                    |                    |                    |                    |                    |                    |                    |                    |                    | C2013                  | A2013                  | A2014                  | C2016                  |                        |                        |                        |                        |                        |                        |               |
|     |                   |        |        |                    |                    |                    |                    |                    |                    |                    |                    |                    |                    |                        |                        |                        |                        |                        |                        |                        |                        |                        |                        |               |
| 10. | Pumas UNAH        | 0      | 2      |                    |                    |                    |                    |                    |                    |                    |                    |                    |                    | 1979                   | 1983                   |                        |                        |                        |                        |                        |                        |                        |                        |               |
|     |                   |        |        |                    |                    |                    |                    |                    |                    |                    |                    |                    |                    |                        |                        |                        |                        |                        |                        |                        |                        |                        |                        |               |
| 11. | Atlético Morazán  | 0      | 1      |                    |                    |                    |                    |                    |                    |                    |                    |                    |                    | 1981                   |                        |                        |                        |                        |                        |                        |                        |                        |                        |               |
| 11. |                   |        |        |                    |                    |                    |                    |                    |                    |                    |                    |                    |                    |                        |                        |                        |                        |                        |                        |                        |                        |                        |                        |               |
| 11. | Olancho           | 0      | 1      |                    |                    |                    |                    |                    |                    |                    |                    |                    |                    | C2023                  |                        |                        |                        |                        |                        |                        |                        |                        |                        |               |

Pogrubioną czcionką zaznaczono kluby, które aktualnie występują w lidze.